# Anapski (Pàvlovski)
|  | Per a altres significats, vegeu «Anapski». |

Anapski (en rus: Анапский) és un khútor del krai de Krasnodar, a Rússia. Es troba a la riba del riu Nepil, a 25 km al nord-oest de Krimsk i a 96 km a l'oest de Krasnodar, la capital.
Pertany al municipi de Pàvlovski.